# 林肯頓鎮區 (北卡羅萊納州林肯縣)
林肯頓鎮區（英語：Lincolnton Township）是位於美國北卡羅萊納州林肯縣的一個鎮區。

## 地方資料
林肯頓鎮區的面積為113.44平方千米，皆為陸地。根據2020年美國人口普查的數據，當地共有人口20038人，而人口密度為每平方千米176.64人。